# Mundra
Mundra là một thị trấn thống kê (census town) của quận Kachchh thuộc bang Gujarat, Ấn Độ.

## Địa lý
Mundra có vị trí 22°51′B 69°44′Đ / 22,85°B 69,73°Đ Nó có độ cao trung bình là 14 mét (45 feet).